# وسنویس
وسنویس (به چکی: Vacenovice) یک منطقهٔ مسکونی در جمهوری چک است که در ناحیه هودونین واقع شده‌است.

## خصوصیات
وسنویس ۱۴٫۶۴ کیلومترمربع مساحت و ۲٬۱۸۲ نفر جمعیت دارد و ۲۰۸ متر بالاتر از سطح دریا واقع شده‌است.